# Algemeen nut beogende instelling
Een algemeen nut beogende instelling (anbi) is een instelling met bepaalde belastingvoordelen in Nederland. Sinds 2008 kan een binnen- of buitenlandse organisatie door de Nederlandse Staat als anbi worden aangemerkt. Dit heeft zowel voor die organisatie fiscale voordelen als voor de Nederlandse belastingbetaler die een gift (bijvoorbeeld een schenking) doet aan die organisatie. Vanaf 2012 zijn de anbi-definitie en -status gelijk voor de diverse belastingen: de inkomstenbelasting, de vennootschapsbelasting, de schenkbelasting en de erfbelasting. Vanaf 2012 is er ook de 'culturele anbi' die in versterkte mate profiteert van de regelingen.

## Definities
De algemeen nut beogende instelling (anbi) is in het kader van de belastingheffing in het Koninkrijk der Nederlanden gedefinieerd in artikel 2 lid 3 en 5b van de Algemene wet inzake rijksbelastingen:
1.
Een algemeen nut beogende instelling is:
a. een instelling – niet zijnde een vennootschap met in aandelen verdeeld kapitaal, een coöperatie, een onderlinge waarborgmaatschappij of een ander lichaam waarin bewijzen van deelgerechtigdheid kunnen worden uitgegeven – die:
1. uitsluitend of nagenoeg uitsluitend het algemeen nut beoogt;
2. voldoet aan bij ministeriële regeling te stellen voorwaarden;
3. gevestigd is in het Koninkrijk, in een andere lidstaat van de Europese Unie of in een bij ministeriële regeling aangewezen staat, en
4. door de daartoe bevoegde inspecteur als zodanig is aangemerkt;
b. een niet in het Koninkrijk, in een andere lidstaat van de Europese Unie of in een bij ministeriële regeling aangewezen staat gevestigde, door Onze Minister als zodanig aangemerkte instelling indien en zolang zij voldoet aan de door hem te stellen voorwaarden.
2.
Publiekrechtelijke lichamen als bedoeld in artikel 1, eerste lid, van Boek 2 van het Burgerlijk Wetboek zijn algemeen nut beogende instellingen.
Sinds 2012 bestaat er ook de culturele algemeen nut beogende instelling ('culturele anbi'). Dit is een anbi die zich uitsluitend of nagenoeg uitsluitend richt op cultuur. Alleen bij een 'culturele anbi' kunnen haar donateurs gebruikmaken van de multiplier in de giftenaftrek van artikel 6.39a Wet IB 2001 en artikel 16, lid 3 Wet Vpb 1969. Daarnaast kan de 'culturele anbi' zelf gebruikmaken van de bestedingsreserve van artikel 12 Wet Vpb 1969.

## Voorwaarden

### De aanvraagprocedure
Een instelling moet de anbi-status zelf aanvragen in de vorm van een verzoek aan het Anbi-team dat onderdeel is van Belastingdienst/Oost-Brabant/kantoor Eindhoven (eerder ’s-Hertogenbosch). De beslissing op het verzoek heeft de vorm van een voor bezwaar vatbare beschikking. Op de website van de belastingdienst is de lijst aangemerkte anbi's te doorzoeken. Als niet meer aan de criteria voldaan wordt, kan het Anbi-team de anbi-status weer ontnemen. Ingevolge de geheimhoudingsplicht van de Belastingdienst (artikel 67 AWR) wordt informatie over een instelling die gebruikt wordt bij deze beslissingen niet openbaar gemaakt.

#### Bijzondere instellingen: groepsbeschikkingen
De Belastingdienst heeft als gevolg van artikel 5b, vijfde lid, AWR de mogelijkheid een categorie instellingen of een groep met elkaar verbonden instellingen bij één beschikking (gemeenschappelijke aanwijzing of groepsbeschikking) aan te merken als anbi's. De instellingen die deel uitmaken van die categorie of groep zullen elk afzonderlijk aan alle anbi-voorwaarden moeten voldoen. Daartoe moeten alle tot die categorie of groep behorende instellingen geïdentificeerd kunnen worden. Het eerste lid van artikel 1e Uitv.reg. AWR 1994 bepaalt dat in een verzoek voor een groepsbeschikking wordt vermeld op welke instellingen het verzoek betrekking heeft. Om administratieve lasten te besparen kan volstaan worden met het toezenden van de groepsbeschikking aan de verzoeker. Dit is bijvoorbeeld het geval bij openbare bibliotheken. De onder deze groepsbeschikking vallende afzonderlijke instellingen zijn zelfstandig opgenomen op de website en dus onder hun eigen naam terug te vinden.

##### Kerkgenootschappen
Een bijzonder geval van een groepsbeschikking doet zich voor bij kerkgenootschappen. De meeste christelijke en joodse kerkgenootschappen in Nederland zijn aangesloten bij het Interkerkelijk Contact in Overheidszaken (CIO); deze kerkgenootschappen hebben van de Belastingdienst groepsbeschikkingen gekregen. Als op de website van de Belastingdienst in het programma 'ANBI opzoeken' bij 'Naam instelling' alleen 'groepsbeschikking' en bij 'Vestigingsplaats' niets wordt ingevuld, worden de kerkgenootschappen met een
groepsbeschikking getoond. Maar de namen van de afzonderlijke instellingen vindt men niet terug onder de zoekresultaten.

### Criteria
De criteria voor het verkrijgen van de anbi-status hebben onder meer betrekking op bestuur en beleid, administratie, functiescheiding en werkzaamheid in het algemeen belang. Hierbij dient de instelling zowel statutair als feitelijk het algemeen belang te dienen. In de jurisprudentie is beslist dat hieraan wordt voldaan indien de doelstelling en de activiteiten van de instelling voor 90% of meer het algemeen belang dienen. Voorwaarde bij vestiging in een 'derde' staat of mogendheid is onder meer dat Nederland zonder beperkingen fiscale informatie kan uitwisselen.
Het plezier dat betrokkenen beleven bij het nastreven van het algemeen belang doet niet af aan de doelstelling van algemeen nut. Dat plezier mag echter geen doel op zichzelf zijn, maar slechts een neveneffect. De Anbi-regeling is op 1 januari 2008 ingegaan.
Het toezicht op anbi's is risicogericht. Dit houdt in dat er niet sprake is van een stelsel waarbij iedere anbi op een bepaald moment aan toezicht onderworpen wordt. Door gebruik te maken van intelligence en signalen die vanuit de Belastingdienst, maar ook vanuit de samenleving voortkomen, wordt telkens opnieuw bekeken bij welke anbi's mogelijk sprake is van omstandigheden die tot concrete toezichtacties nopen. Dit gebeurt dan door onderzoek ter plaatse of boekenonderzoek. Daarnaast vindt ook toezicht plaats door het opvragen van jaarstukken. Indien na controle de anbi-status wordt ingetrokken, is in verreweg de meeste gevallen geconstateerd dat de instelling niet voldoet aan het criterium dat het algemeen belang geheel of nagenoeg geheel wordt gediend.

#### Integriteitstoets
Sinds 2010 is er een integriteitstoets. De belastinginspecteur kan (onder andere) op grond daarvan de anbi-beschikking weigeren of intrekken. Dit kan indien de anbi zelf, een bestuurder of een feitelijk leidinggevende van een anbi, dan wel een voor de anbi gezichtsbepalend persoon in de afgelopen vier jaar door een Nederlandse strafrechter onherroepelijk is veroordeeld wegens aanzetten tot haat, aanzetten tot geweld of gebruik van geweld.

#### Categorieën
De Algemene wet inzake rijksbelastingen (AWR), artikel 5b, bevat de regels voor anbi's.
In ieder geval geen anbi zijn: een vennootschap met in aandelen verdeeld kapitaal, een coöperatie, een onderlinge waarborgmaatschappij of een ander lichaam waarin bewijzen van deelgerechtigdheid kunnen worden uitgegeven.
Zonder meer zijn anbi: publiekrechtelijke lichamen als bedoeld in artikel 1, eerste lid, van Boek 2 van het Burgerlijk Wetboek. Dit zijn de Staat, de provincies, de gemeenten, de waterschappen, en alle lichamen waaraan krachtens de Grondwet verordenende bevoegdheid is verleend.
Als algemeen nut wordt beschouwd:
a. welzijn
b. cultuur (met extra fiscale voordelen, zie onder)
c. onderwijs, wetenschap en onderzoek
d. bescherming van natuur en milieu, daaronder begrepen bevordering van duurzaamheid
e. gezondheidszorg
f. jeugd- en ouderenzorg
g. ontwikkelingssamenwerking
h. dierenwelzijn
i. religie, levensbeschouwing en spiritualiteit
j. de bevordering van de democratische rechtsorde
k. volkshuisvesting
l. een combinatie van de bovengenoemde doelen
m. het financieel of op andere wijze ondersteunen van een algemeen nut beogende instelling.
De opsomming is (anders dan voorheen) limitatief en zonder 'restcategorie'. Aan het begrip welzijn kan echter een ruime betekenis gaan worden toegekend.
Nadere regels staan in de Uitvoeringsregeling Algemene wet inzake rijksbelastingen 1994 (UR AWR 1994), in Hoofdstuk 1a, Voorwaarden algemeen nut beogende instellingen, sociaal belang behartigende instellingen en steunstichtingen SBBI.

#### Informatie op internet
Sinds 1 januari 2014 bepaalt AWR art. 5b dat de anbi haar gegevens via internet openbaar maakt. Tevens is de uitvoeringsregeling van de AWR met ingang van 1 januari 2014 gewijzigd. Uiterlijk vanaf 1 januari 2014 moeten op internet staan: de naam van de instelling, het door de Kamer van Koophandel toegekende unieke nummer (RSIN), contactgegevens (dit mag een postbus zijn, voor een kleine anbi kan een vestigingsadres of een telefoonnummer bezwaarlijk zijn), de doelstelling, een (beknopt) beleidsplan, de bestuurssamenstelling en het beloningsbeleid, een (beknopt) verslag van de uitgeoefende activiteiten en een financiële verantwoording. De anbi-status wordt geweigerd of ingetrokken indien een instelling in gebreke blijft ten aanzien van het plaatsen van de vereiste informatie op internet. De SBF heeft de staatssecretaris meegedeeld dat sommige vermogensfondsen bezwaar hebben tegen de voorstellen. Deze fondsen hebben in reactie op de publicatieplicht aangekondigd te overwegen af te zien van de anbi-status, welke status hun zal worden ontnomen als zij niet voldoen aan de publicatieplicht.

#### Kerken
Kerkgenootschappen alsmede hun zelfstandige onderdelen en lichamen waarin zij zijn verenigd die door middel van een groepsbeschikking als anbi zijn aangemerkt, hoeven pas met ingang van uiterlijk 1 januari 2016 aan de gewijzigde voorwaarden te voldoen. De staatssecretaris heeft met het Interkerkelijk Contact in Overheidszaken (CIO) afgesproken dat ze deze extra tijd krijgen om hun organisatie op orde te brengen.

## Voordelen anbi-status
Voor organisaties is het belangrijk om een anbi-verklaring van de Belastingdienst te hebben, niet alleen voor de organisatie zelf: het maakt ze aantrekkelijker voor donateurs. Voor de donateur van de gift is prettig te weten dat zijn gift aftrekbaar voor de belasting is, en dat hij het fiscaal nummer (RSIN) kan gebruiken als ANBI-code.

### Voordelen (gewone) 'anbi'-status
De (gewone) anbi-status heeft de volgende fiscale voordelen:
- Giften van een particulier aan een anbi zijn voor die particulier onder voorwaarden voor de inkomstenbelasting aftrekbaar, zie gift als persoonsgebonden aftrek.
- Giften van een vennootschap aan een anbi zijn binnen de daarvoor geldende regels aftrekbaar voor de vennootschapsbelasting. De aftrek bedraagt ten hoogste 50 percent van de winst met een maximum van € 100.000. (De drempel van € 227 voor gewone giften, die bestond tot 2012, is vervallen).
- Een anbi hoeft geen erfbelasting of schenkbelasting te betalen over erfenissen en schenkingen die de anbi ontvangt, voor zover aan de verkrijging niet een opdracht is verbonden, welke aan de verkrijging het karakter ontneemt van te zijn geschied in het algemeen belang; de Successiewet gebruikt niet de term anbi, maar instelling als bedoeld in artikel 6.33, eerste lid, onderdeel b, van de Wet inkomstenbelasting 2001.
- Uitkeringen die een anbi doet in het algemene belang zijn vrijgesteld van schenkbelasting.

### Voordelen 'culturele anbi'-status
Op 20 maart 2013 is de goedkeuring van de Europese Commissie ontvangen: de donateurs van de culturele anbi's hebben (boven op de voordelen van de gewone anbi-status) vanaf 1 januari 2012 (terugwerkende kracht) tot 2017 het voordeel van zogenaamde multipliers. Deze multipliers zouden vervallen met ingang van 1 januari 2017 op grond van het toenmalige eerste lid van artikel 10.b.1 van de Wet IB 2001 en artikel 35 van de Wet VpB, maar zijn eerst een jaar verlengd en inmiddels structureel.
In de inkomstenbelasting: volgens artikel 6.39a Wet IB 2001 worden giften aan culturele instellingen voor de giftenaftrek verhoogd met 25%, maar ten hoogste met € 1250. Dit maximale extra aftrekbare bedrag wordt bereikt als in een jaar € 5000 aan culturele anbi's wordt gedoneerd. Het maximum voor de gewone giften van artikel 6.39 wordt verhoogd als gevolg van de multiplier.
In de vennootschapsbelasting: de multiplier voor de giftenaftrek is 50% van het bedrag aan giften aan culturele instellingen, maar ten hoogste met € 2500. Dit maximale extra aftrekbare bedrag wordt bereikt bij een gift van € 5000.

## Stichting bij testament
Als een erflater bij testament een stichting opricht en deze kort na overlijden de anbi-status krijgt, zo nodig na aanpassing van de statuten, dan kan de anbi-status met terugwerkende kracht gelden. In dat geval is het door de erflater aan de stichting nagelaten bedrag vrijgesteld van erfbelasting. Voorwaarde is wel dat de stichting tot het moment van toekenning van de status niet schenkt of een uitkering doet.

## Kosten gemaakt voor een anbi
Kosten die iemand maakt voor een anbi en die niet door die anbi worden vergoed, kunnen soms als gift worden meegeteld. Voor niet-gedeclareerde kosten voor de eigen auto kan bijvoorbeeld een vast bedrag van € 0,20 per kilometer als gift worden meegeteld. Ook vrijwilligerswerk kan soms als gewone gift worden meegeteld, dit is het geval als iemand vrijwilligerswerk doet en afziet van een vergoeding terwijl de anbi normaal gesproken wel een vergoeding betaalt. Zowel voor gemaakte kosten als voor de vrijwilligersvergoeding geldt dat ze alleen als gift worden gezien als er een reëel recht op vergoeding bestond, de anbi over voldoende middelen beschikt om die vergoeding uit te betalen en de anbi ook echt de bedoeling had om de vergoeding te betalen. Alleen als iemand dán onherroepelijk afziet van een vergoeding is er sprake van een gift op dát moment.

## Vergrijpboete voor ex-anbi's
Het kabinet heeft besloten aan voormalige anbi’s (onverminderd de bestaande wettelijke informatieverplichtingen) de verplichting op te leggen om hun jaarstukken aan de Belastingdienst over te leggen met een specificatie van de door hen gedane giften om zo de heffing van schenkbelasting in voorkomende gevallen te verzekeren. Om – waar nodig – nakoming van de informatieplicht (beter) te kunnen afdwingen is het mogelijk dat aan een voormalige anbi die niet aan de verplichting voldoet, een bestuurlijke boete wordt opgelegd. Indien sprake is van opzet of grove schuld kan de inspecteur die instelling een vergrijpboete opleggen. De boete is overeenkomstig de boete van de vierde categorie in het strafrecht, ofwel maximaal € 19.500.

## Statistieken
Nederland kent anno 2017 een snel groeiend aantal van ongeveer 43.000 anbi's (in 2008 nog 20.000). Zo'n 546 miljoen euro (peildatum 2015), ca. 25-50% van het geld dat deze verdelen, is publiek geld in de vorm van belastingkortingen.

## Wikimedia Nederland is een ANBI
De Vereniging Wikimedia Nederland (een Nederlandse vereniging met als doel de verzameling en ontsluiting van vrije informatie te bevorderen en vast te leggen en daarover voorlichting te geven) heeft sinds 1 januari 2010 de fiscale status van algemeen nut beogende instelling (ANBI).